# Angonyx boisduvali
 Angonyx boisduvali là một loài bướm đêm thuộc họ Sphingidae. Nó được tìm thấy ở quần đảo Bismarck, quần đảo Solomon và Papua New Guinea.